# HCM Baia Mare
HCM Baia Mare; rumuński żeński klub piłki ręcznej z bazą w mieście Baia Mare założony w 1960 pod nazwą  Handbal Club Municipal Baia Mare. Obecnie drużyna występuje w rozgrywkach Liga Națională - najwyższy poziom rozgrywek rumuńskiej żeńskiej piłki ręcznej.

## Sukcesy
- Mistrzostwa Rumunii:
  -  2014
  -  1973, 2013, 205
  -  1980
- Puchar Rumunii:
  -  2013, 2014, 2015
- Puchar EHF:
  -  2003

## Kadra zawodnicza 2015/16
- 3.  Alexandra do Nascimento-Martínez
- 4.  Laura Oltean
- 5.  Melinda Geiger
- 6.  Ana-Maria Tănăsie
- 7.  Allison Pineau
- 9.  Gabriella Szűcs
- 10. Lois Abbingh
- 11. Gabriela Perianu
- 12. Ionica Munteanu
- 15. Valentina Ardean-Elisei
- 17. Katarina Ježić
- 19. Elena Gjeorgjievska
- 22. Luciana Marin
- 23. Timea Tatăr
- 30. Paula Ungureanu
- 44. Gabriela Preda
- 73. Mădălina Zamfirescu
- 77. Adriana Nechita-Olteanu
- 88. Patricia Vizitiu
- 96. Yuliya Dumanska